# Frederick Orpen Bower

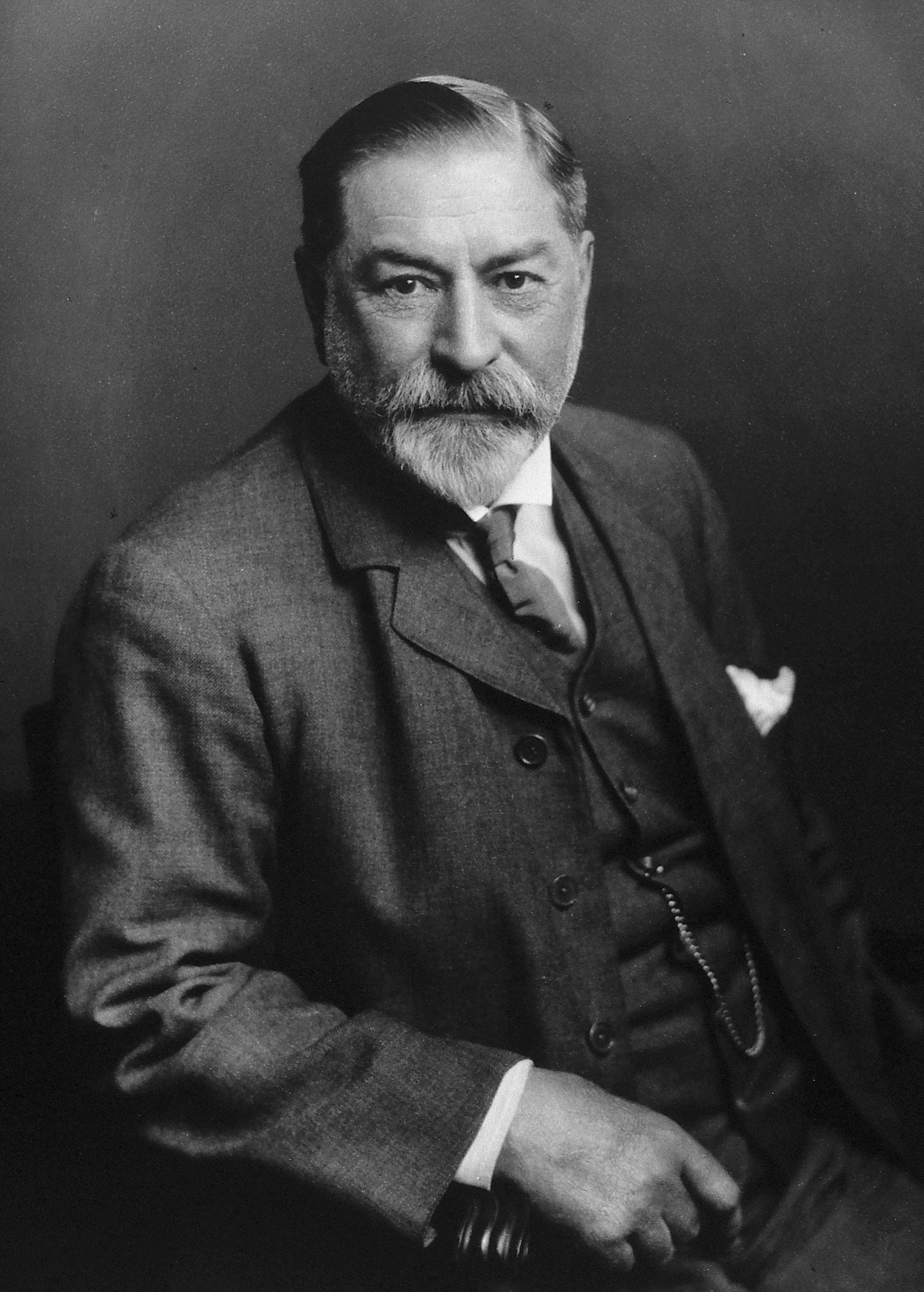
Frederick Orpen Bower, 1924

Frederick Orpen Bower (* 4. November 1855 in Ripon, North Yorkshire, England; † 11. April 1948 ebenda) war ein englischer Botaniker. Sein offizielles botanisches Autorenkürzel lautet „Bower“.

## Leben und Wirken
Nach dem Besuch der Repton School und einem Grundstudium am Trinity College der University of Cambridge studierte Bower 1877 bis 1878 beim deutschen Botaniker Julius von Sachs an der Universität Würzburg und 1879 bei Anton de Bary an der Universität Straßburg. Er war 1880 bis 1885 Assistent und instructor of botany bei Thomas Huxley an der Universität London. Von 1885 bis 1925 war er Regius-Professor für Botanik an der Universität Glasgow.
Mit seinen Studien über den Generationswechsel bei primitiven Landpflanzen, speziell Farnen, trug Bower erheblich zum Verständnis der Abstammung und Evolution dieser Pflanzen bei. Bekannt ist er für seine Interpolationstheorie, die erklären sollte, warum bei Farnen – im Unterschied zu Moosen – der Sporophyt stärker ausgebildet wird als der Gametophyt.

## Ehrungen
Bower war Mitglied der Linnean Society of London, von der er 1909 die Linné-Medaille erhielt. Am 4. Juni 1891 wurde Bower als Mitglied („Fellow“) in die Royal Society gewählt, die ihn 1910 mit der Royal Medal und 1938 mit der Darwin-Medaille auszeichnete. Am 1. Februar 1886 wurde er als Mitglied („Fellow“) in die Royal Society of Edinburgh gewählt. 1909 wurde er in die Bayerische Akademie der Wissenschaften, 1932 in die American Academy of Arts and Sciences und 1935 zum korrespondierenden Mitglied der Preußischen Akademie der Wissenschaften gewählt.
Robert Kidston benannte ihm zu Ehren 1911 die fossile Gattung Boweria.

## Schriften (Auswahl)
Bücher
- Comparative anatomy of the vegetative organs of the phanerogams and ferns. Clarendon Press, Oxford 1884 (Digitalisat) – Übersetzung von Anton de Barys Anatomie der Vegetationsorgane der Phanerogamen und Farne (1877), mit Dukinfield Henry Scott.
- A course of practical instruction in botany. 2 Teile, Macmillan, London 1885–1887 (Teil 1, Teil 2) – mit Sydney Howard Vines (1849–1934).
  - 2. Auflage, 2 Teile, London / New York 1888 (Teil 1).
  - 3. Auflage, London / New York 1891 (Digitalisat).
- The origin of a land flora. A theory based upon the facts of alternation. MacMillan and Co., London 1908 (Digitalisat).
- Botany of the living plant. Macmillan and Co., London 1919 (Digitalisat).
  - 2. Auflage: 1923.
  - 3. Auflage: 1939 – mit Unterstützung von J. M. F. Drummond und George Bond.
  - 4. Auflage: Macmillan and Co., London 1947 (Digitalisat) – von Claude Wilson Wardlaw (1901–1985).
- The ferns (Filicales) treated comparatively with a view to their natural classification. 3 Bände, University Press, Cambridge 1923–1928 (Digitalisate).
- Size and form in plants with special reference to the primary conducting tracts. Macmillan and Co., London 1930  (Digitalisat).
- Primitive land plants also known as the Archegoniatae. MacMillan and Co., London 1935.
- Sixty years of botany in Britain (1875–1935) impressions of an eye-witness. Macmillan and Co., London 1938 (Digitalisat).

Zeitschriftenbeiträge
- On the development of the conceptacle in the Fucaceae. In: Quarterly journal of microscopical science. Band 20, 1880, S. 36–49 (Digitalisat, doi:10.1242/jcs.s2-20.77.36).
- Organographic effect of the size-relation in plants. In: The botanical magazine.  Band 51, Nr. 605, Tokio 1937, S. 183–191 (doi:10.15281/jplantres1887.51.183).